# اتیل کتازوسین
اتیل کتازوسین (انگلیسی: Ethylketazocine) که با نام اتیل کتوسیکلازوسین نیز شناخته می‌شود، یک داروی اپیوئیدی از گروه بنزومورفان هاست که در دهه‌های اخیر به طور گسترده در پژوهش‌های علمی، در راستای بررسی گیرنده اپیوئیدی κ به کار گرفته شده است. با این حال به دلیل عدم فعالیت انتخابی بر روی گیرنده κ (بر روی گیرنده‌های μ و δ نیز اثر می‌گذارد) تا حد زیادی با ترکیبات جدیدتر و قوی تر جایگزین شده است.